# Suleiman al-Obeid
Suleiman al-Obeid (arabisch سليمان العبيد, DMG Sulaimān al-ʿUbaid; auch Sulaiman Obaid,  Suleiman Ahmed Zaid Obeid, * 24. März 1984 in Gaza-Stadt; † 6. August 2025 im südlichen Gazastreifen) war ein palästinensischer Fußballspieler.

## Leben und Karriere
Al-Obeid spielte unter anderem für den Verein Markaz Shabab al-Am'ari und bestritt zahlreiche Länderspiele mit der palästinensischen Fußballnationalmannschaft, unter anderem in der Fußball-Westasienmeisterschaft 2010 und in der Qualifikation zur Fußball-Weltmeisterschaft 2014. Er war auch als „palästinesischer Pelé“ bekannt. 2013 zog er in den Gazastreifen, da dies nach seinen Angaben aufgrund israelischer Einschränkung seiner Bewegungsfreiheit die einzige Möglichkeit war, mit seiner Familie zusammen zu sein. Nach Angaben der Palestinian Football Association wurde al-Obeid am 6. August 2025 nahe einer Einrichtung der Gaza Humanitarian Foundation im südlichen Gazastreifen von israelischen Truppen erschossen, während er auf die Verteilung humanitärer Hilfe wartete.